# Chew Stoke
Chew Stoke ist ein kleines Dorf und ein civil parish im Chew Valley in Somerset, England, etwa 13 km südlich von Bristol. Er liegt am nördlichen Rand der Mendip Hills, einer Region, die von der Regierung des Vereinigten Königreiches als Area of Outstanding Natural Beauty eingestuft wurde, und innerhalb des Grüngürtels um Bristol und Bath. Zum Parish gehört der Weiler Breach Hill, der etwa 3 km südwestlich der Ortschaft Chew Stoke liegt.
Chew Stoke hat eine lange Geschichte, was sich in der Zahl und Vielfalt der Listed Buildings widerspiegelt. Das Dorf liegt am nördlichen Ende des Chew Valley Lake, der in den 1950er Jahren geschaffen wurde; dort befinden sich in der Nähe des Staudamms und der Pumpstation ein Segelclub und eine Fischerhütte. Ein Nebenfluss des River Chew fließt durch das Dorf.
Den 991 Einwohnern dienen ein Laden, zwei Pubs, die Grundschule sowie eine Bowlinganlage. Zusammen mit Chew Magna bildet Chew Stoke den Ward of Chew Valley North in der Unitary Authority of Bath and North East Somerset. Im Dorf gibt es ein Industriegebiet für leichte Industrie, doch pendeln viele Bewohner in die Städte der Umgebung.

## Geographie
Chew Stoke ist umgeben von Kulturland und Milchweiden und liegt im Chew Valley, am Strode Brook, einem Zufluss des River Chew auf der Nordwestseite des Chew Valley Lake. Der Großteil der Landschaft wurde durch Rodung zum Farmland, Bäume säumen die Wasserläufe und Straßen. Das Dorf Chew Stoke erstreckt sich entlang der Hauptstraße, der Bristol Road, die von Nordosten nach Südwesten verläuft. Ein älteres Siedlungszentrum liegt am Pilgrims Way, der von der Bristol Road abzweigt. Hier befindet sich eine alte Packpferdebrücke, die heute Fußgängern dient und eine in den 1950er Jahren gebaute Niedrigwasserbrücke, die bei hohem Wasserstand als Furt befahrbar ist. Häuser liegen an beiden dieser Straßen, von denen weitere Seitenstraßen und Sackgassen mit Wohnhäusern abzweigen.
Chew Stoke liegt etwa 16 km südlich von Bristol, 24 km von Bath und 14 km von Keynsham und 2,1 km südlich von Chew Magna an der B3130, der Verbindungsstraße zwischen A37 und A38. Die A368 quert das Tal westlich des Sees. 2002 wurde ein rund 3 km langer Radweg um den Stausee eröffnet, die Chew Lake West Green Route. Die Strecke ist Teil der durchgehenden Radwegverbindung von Padstow nach Bristol, der Route 3 des National Cycle Network. Finanziert wurde der Bau durch den Bath and North East Somerset Council, Sustrans und die Chew Valley Recreational Trail Association. Die Seitenstraßen rund um den See werden ebenfalls häufig von Radfahrern genutzt.
Bristol Airport liegt etwa 15 km entfernt, und die nächstgelegenen Bahnstationen sind Keynsham Station, Bath Spa und Bristol Temple Meads.
| Winford            | Chew Magna    | Stanton Drew  |
| Nempnett Thrubwell |               | Stanton Drew  |
| Compton Martin     | West Harptree | Stowey Sutton |

## Geschichte

### Vorgeschichte
Archäologische Ausgrabungen, die zwischen 1953 und 1955 durch Philip Rahtz und Ernest Greenfield vom Ministry of Works durchgeführt wurden, ergaben Hinweise, dass das Gebiet über Tausende von Jahren hinweg von Menschen bewohnt wurde, die von Jungpaläolithikum, Mittelsteinzeit und Jungsteinzeit bis zur Bronze- und Eisenzeit zahlreiche Artefakte hinterlassen haben. Gefunden wurden unter anderem Steinmesser, Feuersteine und der Kopf eines Streitkolbens, außerdem Gebäude und Gräber.

### Römisch-britischer Tempel
Chew Stoke ist die Stätte eines Tempels aus Zeit der Romano-Briten, der möglicherweise dem Gott Mercurius gewidmet war. Der Tempel auf Pagans Hill wurde zwischen 1949 und 1951 von Philip Rahtz ausgegraben. Er bestand aus einer inneren Mauer, die das Heiligtum bildete und einer äußeren Mauer, die eine Art Wandelgang umschließt und einen Durchmesser von 17 m hat. Der Tempel wurde Ende des 3. Jahrhunderts errichtet und nachher zweimal neugebaut, bevor er im 5. Jahrhundert endgültig einstürzte. Die Lage des früheren Tempels am Pagans Hill scheint Absicht, allerdings gibt es keinen Beweis für eine Verbindung zwischen der Existenz des Tempels und dem heutigen Straßennamen.

### Mittelalter
Im Mittelalter, war die Landwirtschaft der wichtigste Wirtschaftszweig in der Gegend, und sowohl Ackerbau als auch Milchwirtschaft werden noch in der Gegenwart betrieben. Außerdem gab es auch Obstgärten, in denen Äpfel, Pfirsiche und Pflaumen geerntet wurden. Hinweise existieren auch auf Kalköfen, die zur Produktion von Mörtel beim Bau der örtlichen Kirchen dienten.
Im Domesday Book von 1086 war Chew Stoke unter der Bezeichnung Chiwestoche eingetragen und gehört Gilbert Fitz-Turold. Dieser verschwor sich mit dem Herzog der Normandie gegen König William Rufus, und in der Folge wurden alle seine Ländereien beschlagnahmt. Der nächste bekannte Besitzer war Lord Beauchamp of Hache. Er wurde Lord des Herrensitzes, als sich die Earls of Gloucester, die Erbrechte an Chew Stoke besaßen, sich ihm unterwarfen. Nach Stephen Robinson, dem Autor von Somerset Place Names, lautete der Name ds Dorfes damals Chew Millitus, was nahelegt, dass es damals eine militärische Bedeutung hatte. Diese Theorie unterstützt auch der heutige Namensbestandteil „Stoke“, vom Altenglischen stoc, was Palisade bedeutet.
Der Parish gehörte im Mittelalter zum Hundred of Chew.

### Bilbie-Familie

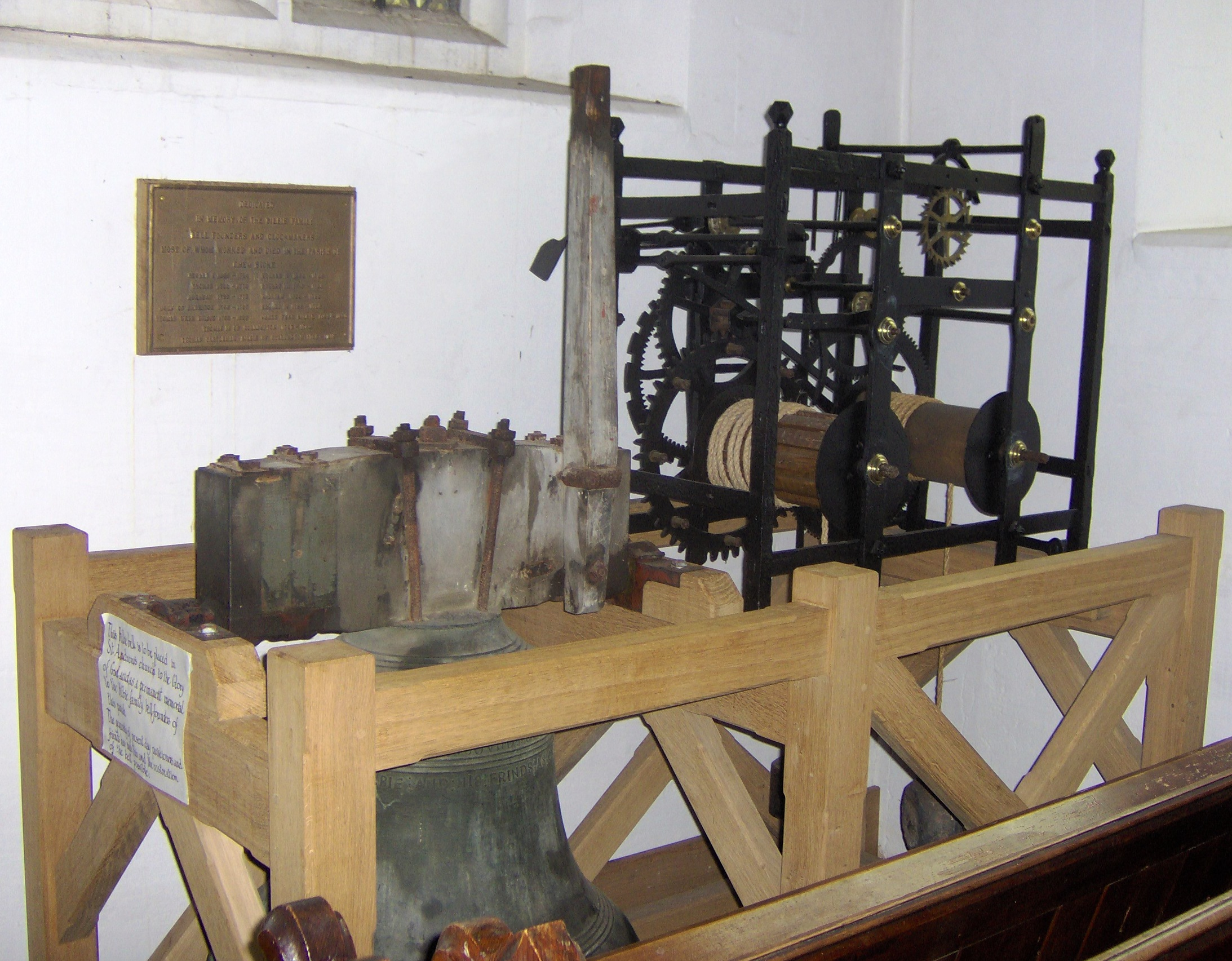
Die Bilbie-Glocke in St Andrews Church erinnert an die Glockengießer-Familie.

Die Familie Bilbie war eine Glockengießer- und Uhrmacherfamilie, die mehr als 200 Jahre lang in Chew Stoke lebte und arbeitete, vom späten 17. Jahrhundert bis zum 19. Jahrhundert mehr als 1350 Kirchenglocken herstellte, die in zahlreichen Kirchen des West Country verwendet wurden. Deren älteste noch existierende Glocke wurde 1698 gegossen und leistet in der örtlichen St Andrew’s Church immer noch ihren Dienst. Die Bilbies fertigten ab 1724 auch Bodenstanduhren, von denen die teureren eine Laufzeit von acht Tagen hatten und das Tidehochwasser in Bristol Harbour anzeigen konnten.

### Moderne Neuzeit
Im 20. Jahrhundert expandierte Chew Stoke nur wenig, vor allem als in den 1950er Jahren Bewohner aus dem Gebiet hinzuzogen, das beim Entstehen des Chew Valley Lake überflutet wurde. Im Zweiten Weltkrieg waren 42 Schüler und drei Lehrer einer Schule in London hierher evakuiert und in Chew Stoke untergebracht. Als am 10. Juli 1968 Starkregen mit 175 mm Niederschlag innerhalb von 18 Stunden auf Chew Stoke niederfiel und somit der zweifache normale Juliniederschlag erreicht wurde, kam es im Tal des Flusses zu großflächigen Überschwemmungen, die bei manchen Gebäuden bis zum ersten Obergeschoss reichten. Der Sachschaden in Chew Stoke erreichte allerdings nicht das Ausmaß wie in einigen umliegenden Dörfern, wie etwa in Pensford; jedoch fürchtete man den Bruch des Staudammes am Chew Valley Lake.

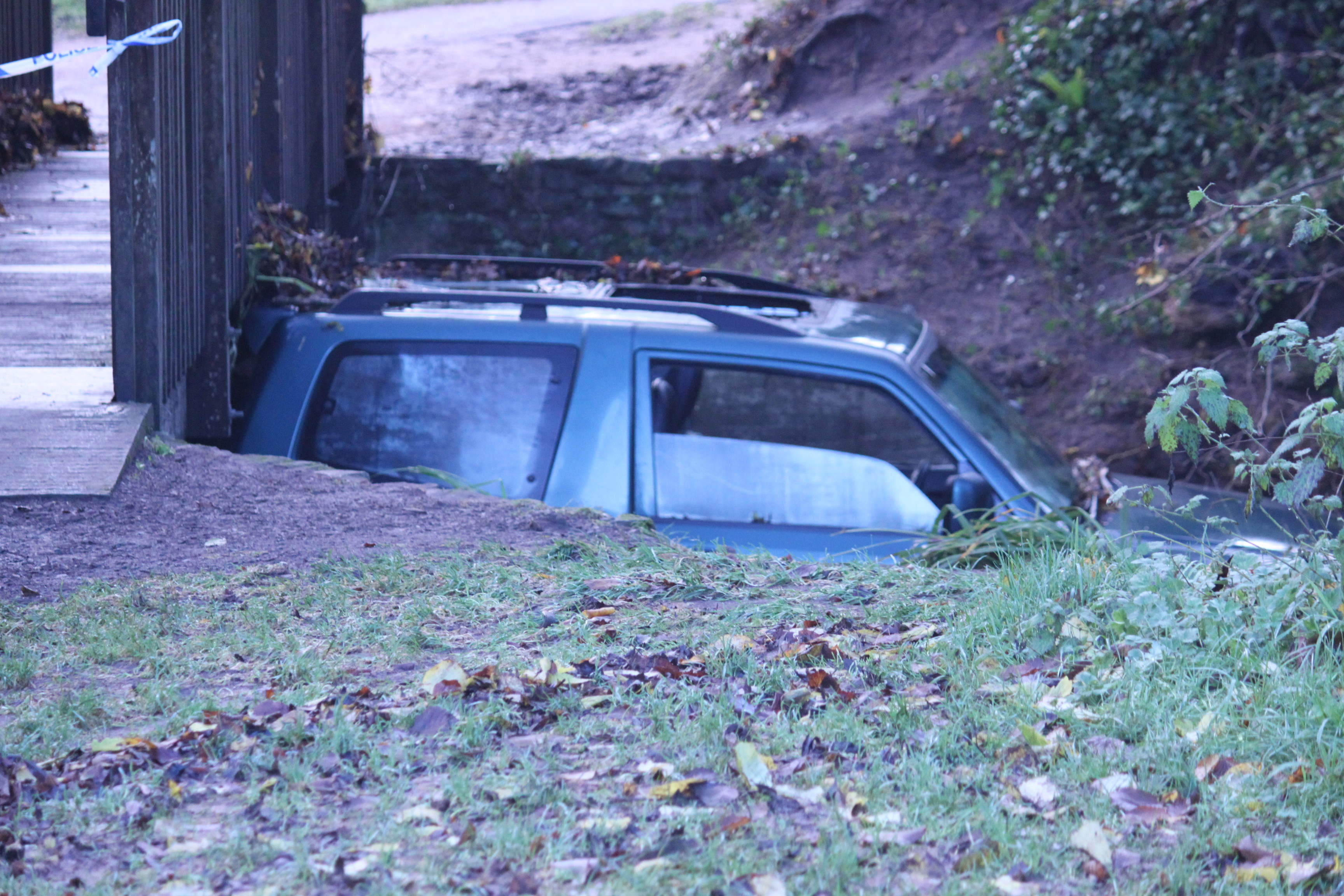
Auto, in dem am 22. November 2012 ein Mann ertrank

Am 4. Februar 2001 eröffnete Prinzessin Anne einen Bau des Rural Housing Trust am Salway Close. Jedes Jahr findet an einem Wochenende im September ein Fest statt, zu der eine Pferdeparade, Hundeschauen und ein Jahrmarkt gehören; 1997 wurde diese „Harvest Home“ genannte Veranstaltung wegen des Todes von Prinzessin Diana in der Woche zuvor abgesagt. Die Stelle, an der Radford früher Kühlschränke fabrizierte, wurde als Industriebrache ausgewiesen, die 2002 im Entwicklungsplan für Bath und North East Somerset zur Umwandlung in ein Wohngebiet vorgesehen war. Dieser Plan erzeugte eine Kontroverse über eine ausgewogene Nutzung von Land, um die Bedürfnisse der Bewohner mit sozialen und arbeitsmarktpolitischen Erfordernissen in Einklang zu bringen.
Im Laufe des November 2012 traf weite Teile von Großbritannien eine Serie von Überschwemmungen. Diese wirkten sich auch auf Chew Stoke aus, wo am 22. November das Wasser eines Bachs ein Auto mit sich riss und unter einer Brücke einklemmte, wo der Mann ertrank.

## Verwaltung

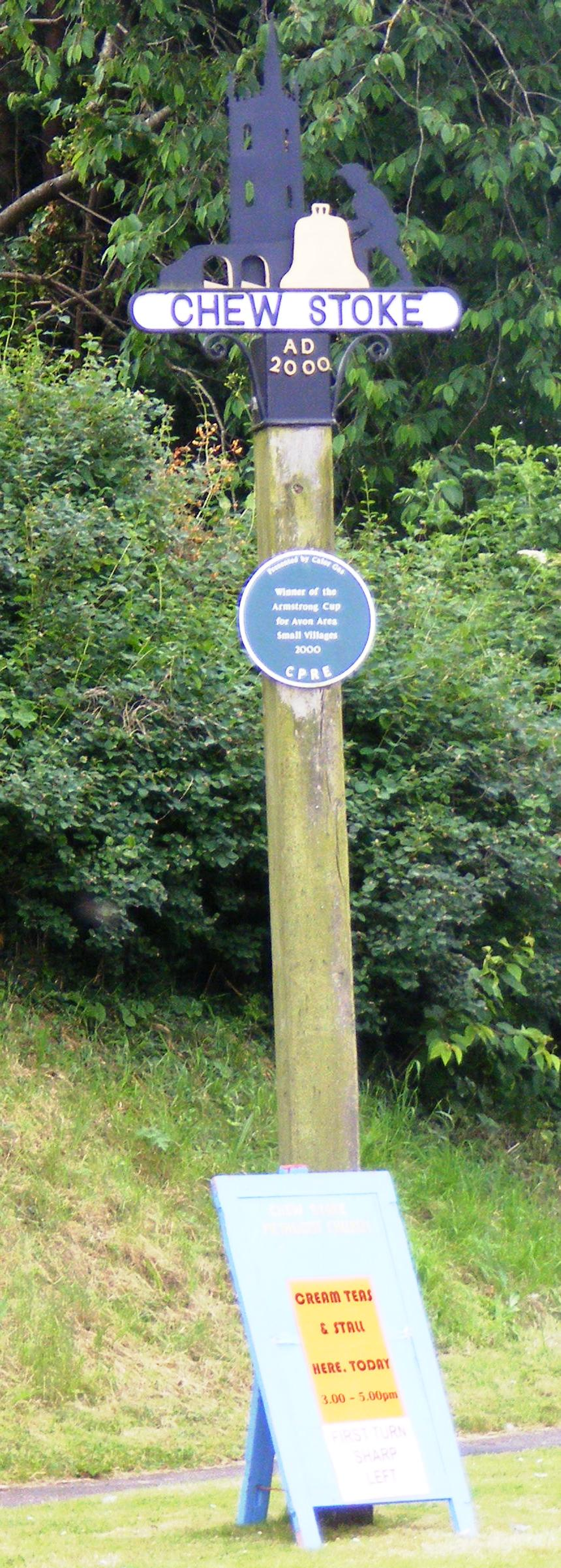
Signpost in Chew Stoke

Chew Stoke hat seinen eigenen Gemeinderat mit neun Mitgliedern, der für lokale Angelegenheiten verantwortlich ist, darunter den eigenen Haushalt, die Prüfung von Bauanträgen und die Zusammenarbeit mit der örtlichen Polizei, Gemeindebeamten und Nachbarschaftswachen in Fragen der Verbrechensbekämpfung, der Sicherheit und der Verkehrsregelung. Zur Aufgabe des Gemeinderats gehören auch der Unterhalt und die Instandsetzung von Gemeindeeinrichtungen und die Koordinierung mit den Distriktbehörden in Sachen Unterhaltung, Reparatur und Verbesserung der Landstraßen, des öffentlichen Personennahverkehrs und der Straßenreinigung. Erhaltungsmaßnahmen für Bäume und Baudenkmäler gehören ebenfalls in die Verantwortlichkeit des Gemeinderats.
Das Dorf gehört zum Ward of Chew Valley North in der Unitary Authority of Bath and North East Somerset, in deren Verantwortung Bildung, Müllabfuhr und Tourismus fallen. Chew Stoke gehört zum Wahlkreis North East Somerset.
Der Polizeidienst in Chew Stoke unterliegt der Avon and Somerset Constabulary, die von zwei Community Support Officers unterstützt werden, und der Avon Fire and Rescue Service unterhält in Chew Magna eine Feuerwache, die auch für Chew Stoke zuständig ist.

## Demographie
Nach den Zensusdaten von 1801 hatte Chew Stoke 517 Einwohner. Die Einwohnerzahl stieg während des 19. Jahrhunderts langsam zu ihrem Maximum 819, ging jedoch zum Ende des Jahrhunderts auf etwa 600 zurück und blieb dann bis zum Zweiten Weltkrieg ziemlich stabil. In der zweiten Hälfte des 20. Jahrhunderts wuchs die Bevölkerung auf 905 Personen. Der Zensus 2001 ergab für den Ward Chew Valley North, zu dem sowohl Chew Magna als auch Chew Stoke gehören 2307 Einwohner, die in 911 Haushalten lebten. Das Durchschnittsalter betrug 42,3 Jahre. 21 % der Bevölkerung zwischen 16 und 74 Jahren hatte keine Berufsausbildung, und in dem Ward betrug die Arbeitslosenquote 1,3 %. Auf dem Gelände eines früheren Milchweidebetriebs haben sich eine Reihe von Gewerbebetrieben angesiedelt. Diese bieten jedoch nur eine geringe Zahl von Arbeitsplätzen an, sodass viele Bewohner in nahegelegene Städte pendeln.
| Jahr      | 1801 | 1811 | 1821 | 1831 | 1841 | 1851 | 1861 | 1871 | 1881 | 1891 |
| --------- | ---- | ---- | ---- | ---- | ---- | ---- | ---- | ---- | ---- | ---- |
| Einwohner | 517  | 524  | 681  | 693  | 825  | 819  | 758  | 693  | 696  | 653  |
| Jahr      | 1901 | 1911 | 1921 | 1931 | 1941 | 1951 | 1961 | 1971 | 1981 | 1991 |
| Einwohner | 635  | 598  | 622  | 654  | n/a  | 738  | 819  | 841  | 818  | 866  |
| Jahr      | 2001 | 2011 |      |      |      |      |      |      |      |      |
| Einwohner | 905  | 991  |      |      |      |      |      |      |      |      |

## Sehenswürdigkeiten

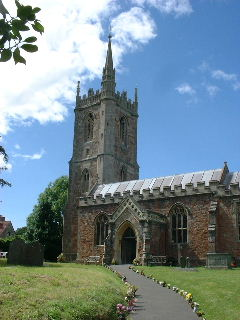
St Andrews Church, Chew Stoke

### St Andrews Church
St Andrews Church, ein im Grade II* eingetragenes Bauwerk am Ortsrand von Chew Stoke, wurde im 15. Jahrhundert erbaut und 1862 umfassend erneuert. Das Kircheninnere ist mit 156 Engeln aus Holz und Stein verziert, und zur Kirche gehört ein Kirchturm mit ungewöhnlicher Turmspitze auf dem Treppenhauserker. Im Turm hängen Glocken der Bilbie-Familie.
Das rekonstruierte Kreuz im Kirchhof wurde dort aufgestellt, als der Chew Valley Lake aufgestaut wurde, und die Basis des Kreuzes, das sich etwa 24 m südwestlich des Kirchturms befindet, stammt wahrscheinlich aus dem 14. Jahrhundert und ist selbst ein Grade-II*-Bauwerk, ebenso das Webb-Grabmal im Kirchhof. Das Tor zum Kirchhof im Südosten trägt eine Laterne, die 1897 durch die Öffentlichkeit zur Erinnerung an das 50-jährige Thronjubiläum von Queen Victoria gestiftet wurde und ist ein Bauwerk im Grade II.
Gedenktafeln aus Bronze erinnern im Inneren der Kirche an die elf Dorfbewohner, die im Ersten Weltkrieg gefallen sind und an die sechs, die im Zweiten Weltkrieg getötet wurden. Außerdem erinnert ein Bleiglasfenster an die, die ihr Leben im Zweiten Weltkrieg ließen. Eine weitere Gedenktafel erinnert an die Glockengießer- und Uhrmacherfamilie Bilbie. Direkt am Eingang befindet sich eine Steinfigur mit einem Anker, die vor dem Aufstauen des Stausees aus Walley Court geholt wurde. Einer unbestätigten Überlieferung zufolge schenkte Queen Elizabeth I. die Figur der damals dort lebenden Familie Gilbert.

### Altes Pfarramt

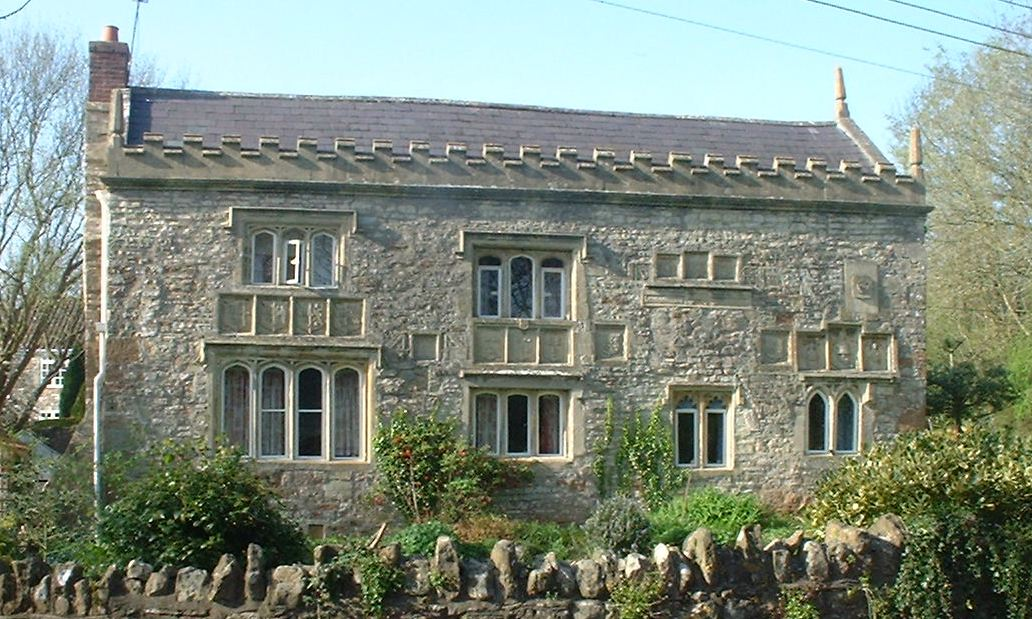
Das alte Pfarramt, Südseite mit Gravuren von Wappen

Das Pfarramt am Ende der Church Lane, gegenüber der Kirche, wurde vermutlich 1529 durch Sir John Barry erbaut. Es wurde seitdem grundlegend erneuert, darunter ist der Bau eines Uhrenturms, der später wieder entfernt wurde. Die Südfassade ist verziert mit Steinmetzarbeiten von Wappenschildern der Familien St Loe, Fitzpane, Ancell, de la Rivere, und Malet. Das Pfarramt ist ein Grade-II*-Bauwerk.

### Neues Pfarramt

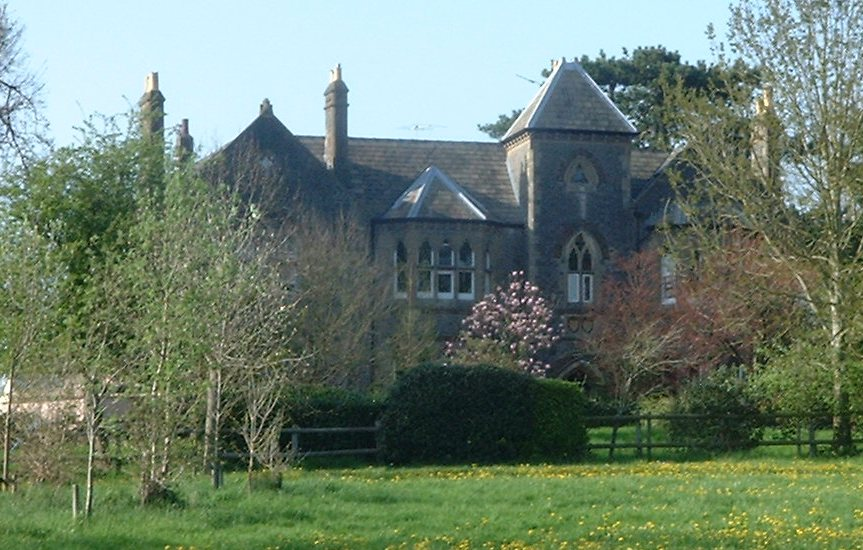
Das neue Pfarramt

Reverend John Ellershaw ließ in den 1870er Jahren das neue Pfarramt erbauen. Es wurde zuletzt genutzt von 1907 bis 1945 durch Lionel St Clair Waldy. Dann wurde es gekauft von Douglas Wills, der es dem Krankenhaus in Winford überließ zur Nutzung als Sanatorium für 16 Kinder. Es wurde später als Altersheim genutzt, bevor es verkauft wurde und seitdem privaten Wohnzwecken dient.

### Andere Bauwerke
Wie in vielen Ortschaften im Vereinigten Königreich spiegelt das Alter einer Reihe von Bauwerken in Chew Stoke, darunter Kirche und Schulen, die lange Geschichte des Ortes wider. Die Chew Stoke School und die Chew Valley School wurden 1858 an der Stelle gebaut, an der sich zuvor eine 1718 gegründete Schule befand. Der Architekt war S.B. Gabriel aus Bristol. Zusätzliche Klassenzimmer wurden 1926 angebaut, und 1970 wurde das Schulhaus noch einmal verändert und erweitert.
Ein Obelisk an der Breach Hill Lane stammt aus der ersten Hälfte des 19. Jahrhunderts. Er ist etwa 10 m hoch und hat einen etwa einen Meter hohen Sockel aus Kalkstein.

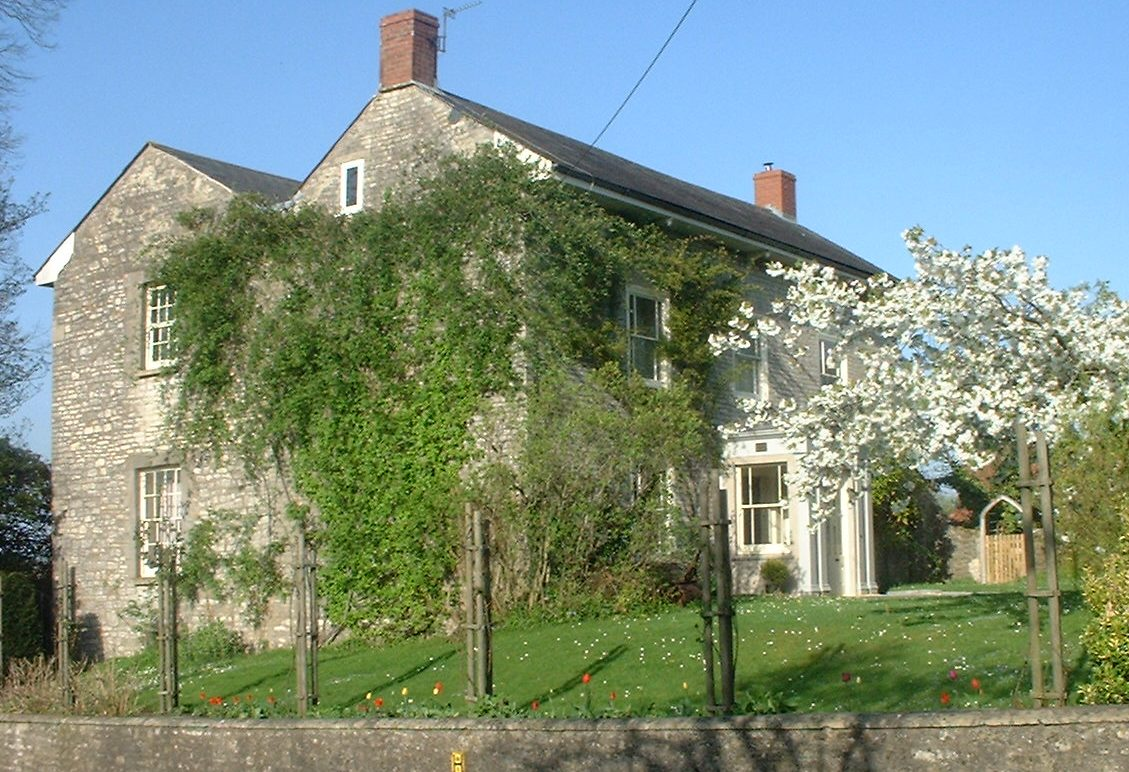
Fairseat Farmhouse

Die Bedeutung der Landwirtschaft spiegelt sich ebenfalls im Alter vieler Farmhäuser wider. Manor Farm, an der Scot Lane (nicht zu verwechseln mit mindestens zwei weiteren gleichnamigen Bauernhäusern in der Ortschaft) stammt vermutlich aus dem Jahr 1495 und ist wohl das älteste Gebäude in Chew Stoke. Rookery Farmhouse in der Breach Hill Lane wurde 1720 erbaut, auf beiden Seiten des rückwärtigen Gebäudeteils wurden Ende des 18. Jahrhunderts Anbauten vorgenommen.
Ein zugehöriger Stall, 6 m nordöstlich des Haupthauses ist gleichfalls ein Grade-II-Gebäude.
Das School Farmhouse in der School Lane stammt aus dem Ende des 17. Jahrhunderts und hat eine mit Nägeln beschlagene Eichentür an der Seite.
Das Wallis Farmhouse, ebenfalls in der School Lane, datiert aus dem Jahr 1782.
Das Yew Tree Farmhouse ist eines der ältesten Gebäude am Ort und eine Cruckkonstruktion, von denen es im Norden Somersets nur wenige gibt. Die Somerset Vernacular Building Research Group führte 1996 bis 1998 eine dendrochronologische Untersuchung von Gebäuden durch und ermittelte, dass die Crockbalken 1386 gefällt wurden. Im Laufe der Jahrhunderte wurde das Haus stark verändert und erweitert.
Das North Hill Farmhouse hat Ursprünge im 15. Jahrhundert,
und das Paganshill Farmhouse datiert auf das 17. Jahrhundert. Am Fairseat Farmhouse aus dem 18. Jahrhundert befindet sich eine Tafel, die davon zeugt, dass John Wesley am 10. September 1790 in dem Haus gepredigt hat. Im August jenes Jahres war Fairseat Farmhouse „in den Aufzeichnungen dieser Grafschaft verzeichnet als ein Haus, das der Verehrung von Gott und der Religionsausübung für protestantische Abweichler“. Im Garten des Hauses befindet sich eine große Steineiche, die einen Durchmesser von 30 m hatte, bis ein Teil davon 1976 in einem Sturm weggebrochen ist.
Die methodistische Kapelle wurde erstmals 1815/16 erbaut; sie wurde Ende des 19. Jahrhunderts mit Mauern aus Kalkstein, einem Walmdach aus Schiefer sowie Dachtraufen und Schornsteinen aus Backsteinen neugebaut.
Im Weiler Stoke Villice südlich der Ortschaft befindet sich ein ebenfalls denkmalgeschützter Meilenstein aus dem 19. Jahrhundert mit der Inschrift „8 miles to Bristol“ (dt.: 8 Meilen bis Bristol).

## Bildung
Die Chew Stoke Church of England Voluntary Aided Primary School wird von 170 Schülern zwischen 4 und 11 Jahren aus Chew Stoke und den umliegenden Ortschaften besucht. Träger der Schule ist die Church of England über die Pfarrgemeinde St. Andrew. Die meisten Schüler wechseln danach auf die Chew Valley School.
Gegründet wurde die Schule ursprünglich als wohltätige Einrichtung im Jahr 1718.